# Horace Mallet
Horace Mallet (31 mai 1905, Berne - 11 juin 1942) est un militaire français.

## Biographie
Fils du colonel Richard Mallet (1878-1948) et frère de Jean-Pierre Mallet (1920-2013), il suit ses études à l'École alsacienne, à l'Institut agronomique et à l'École militaire du Génie.
Il cultive et développe une plantation de café sur des terres qu'il a acquises au Cameroun. Il devient également inspecteur de la Compagnie Ouest-Cameroun (COC).
En 1934, il épouse Yvonne Thierry de Ville d'Avray, une jeune institutrice-missionnaire.
Mobilisé comme capitaine au début de la guerre, il refuse l'Armistice et rejoint la France libre.
Il sert à l'État-major du Cameroun, puis en Érythrée au sein de l'État-major de la Brigade française libre d'Orient du colonel Monclar. Officier d'État-major de la 1re division française libre, dont il a pris part à la formation, il participe aux combats en Syrie à l'été 1941.
Il passe ensuite à l'État-major à la Compagnie de Quartier général 51 de la 1re Brigade française libre du général Koenig en décembre 1941.
Au cours de la bataille de Bir Hakeim, il trouve la mort le 11 juin 1942 en effectuant une mission de liaison que lui avait confiée le général Koenig.

## Décorations
- Chevalier de la Légion d'honneur
- Compagnon de la Libération à titre posthume par décret du 11 mai 1943
- Croix de guerre 1939–1945
- Médaille coloniale agrafe « Bir Hakeim »
- Médaille d'Honneur du Mérite Syrien[1]

### Sources
- Jacques Poujol, Protestants dans la France en guerre: 1939-1945. Dictionnaire thématique et biographique, 2000
- Henri Weill, Les compagnons de la Libération: résister à 20 ans, 2006